# Xã Barrett, Quận Monroe, Pennsylvania
Xã Barrett (tiếng Anh: Barrett Township) là một xã thuộc quận Monroe, tiểu bang Pennsylvania, Hoa Kỳ. Năm 2010, dân số của xã này là 4.225 người.